# Exocentrus seriatopunctatus
Exocentrus seriatopunctatus là một loài bọ cánh cứng trong họ Cerambycidae.